# Pyruvatkarboxylas
Pyruvatkarboxylas är ett enzym i klassen ligaser. Enzymet katalyserar den kemiska reaktion då pyruvat omvandlas till oxaloacetat, en process som är kopplad till såväl glukoneogenes som lipogenes. Detta är ett viktigt sätt att nybilda oxaloacetat, som ingår i citronsyracykeln och som används för att inkorporera acetyl-CoA från glykolysen till citronsyracykeln. Oxaloacetatet kan också omvandlas till andra ämnen, bland annat alfa-ketoglutarat i transamineringsreaktioner.
I glukoneogenesen används detta enzym som en del av omvandlingen från pyruvat till fosfoenolpyruvat, vilket i den motsatta riktningen är ett av glykolysens icke-reversibla steg.
Reaktionen som katalyseras av pyruvatkarboxylas kräver ATP och koenzymet biotin (vitamin B7).

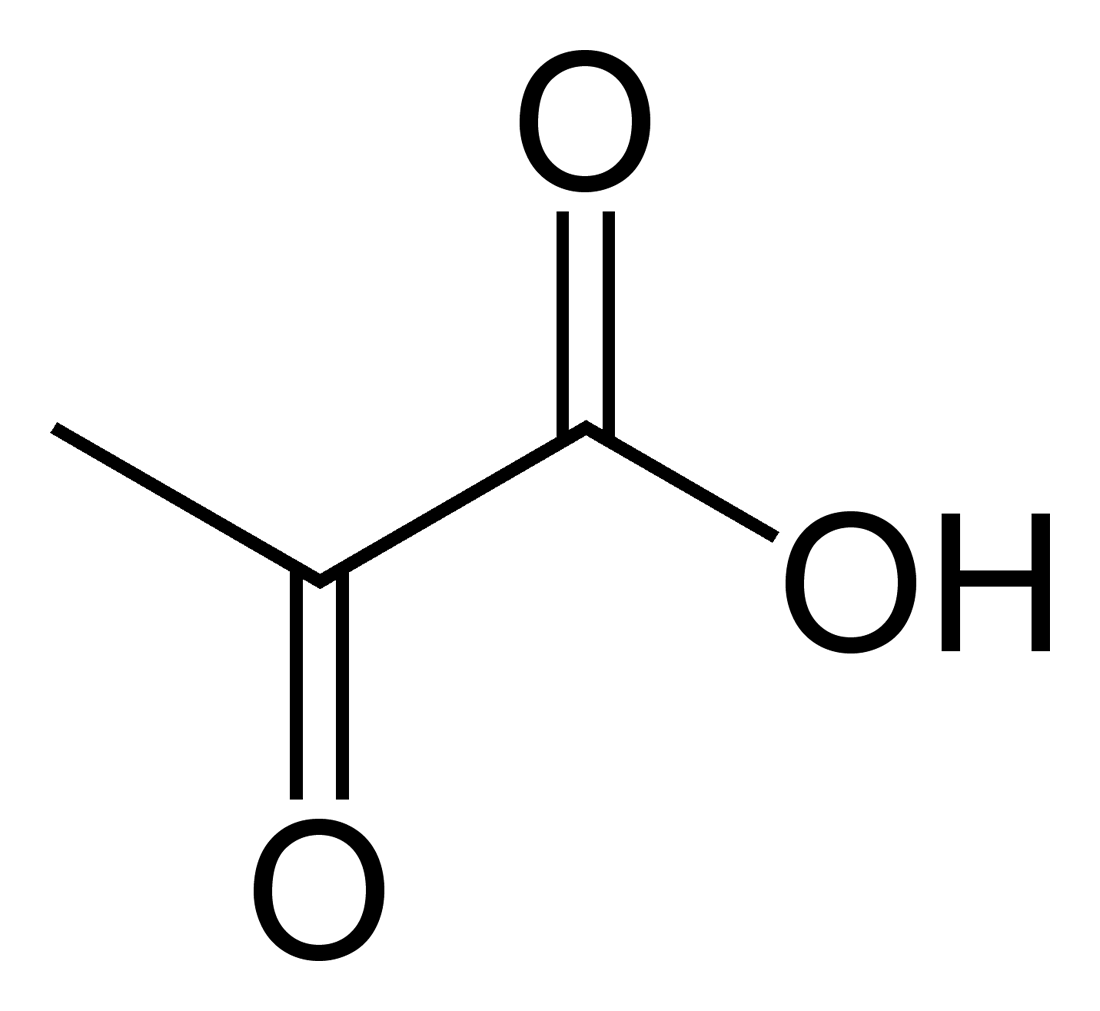
Pyruvat
Oxaloacetat